# Sydkoreas herrlandslag i handboll
Sydkoreas herrlandslag i handboll representerar Sydkorea i handboll på herrsidan. Sydkorea är ett av Asiens mest framgångsrika handbollslandslag.

## Meriter
- Grundad: 1945
- Medlem i IHF sedan: 1960
- President: Kim Han-gil

### Världsmästerskapet
- 1986 i Schweiz: 12:e plats
- 1990 i Tjeckoslovakien: 12:e plats
- 1993 i Sverige: 15:e plats
- 1995 i Island: 12:e plats
- 1997 i Japan: 8:e plats
- 1999 i Egypten: 14:e plats
- 2001 i Frankrike: 12:e plats

### Olympiska spelen
- 1984 i Los Angeles: 11:e plats
- 1988 i Seoul: Silver
- 1992 i Barcelona: 6:e plats
- 2000 i Sydney: 9:e plats
- 2004 i Aten: 8:e plats
- 2008 i Peking: 8:e plats

## Kända spelare
- Yoon Kyung-shin (Årets bästa handbollsspelare i världen 2001)
- Kang Jae-won (Årets bästa handbollsspelare i världen 1989)